# Anatol Starszy z Optiny
Anatol, imię świeckie: Aleksiej Mojsiejewicz Ziercałow (ur. 12 marca?/24 marca 1824 w Bobylach, zm. 3 grudnia?/15 grudnia 1893 w Kozielsku) – święty mnich prawosławny, jeden z Świętych Starców Optyńskich.

## Życiorys
Urodził się w rodzinie diakona prawosławnego, wychowywany był w duchu surowej religijności. Ukończył seminarium duchowne w Kałudze, jednak nie przyjął święceń kapłańskich. Wówczas ciężko zachorował i złożył ślub, że jeśli wyzdrowieje, wstąpi do monasteru. Spełnił go w lipcu 1853, udając się do Pustelni Optyńskiej. Został tam jednym z uczniów duchowych starca Makarego, a po jego śmierci - starca Ambrożego. 17 listopada 1862 złożył śluby wieczyste z imieniem Anatol. Pracował w monasterskiej kuchni i opiekował się pielgrzymami przybywającymi do klasztoru. 
Starzec Ambroży, widząc jego serdeczność w odniesieniu do ludzi świeckich, przygotowywał go stopniowo do przyjęcia obowiązków starca. Jednak dopiero w 1870 Anatol został hieromnichem, po czym po roku uzyskał godność archimandryty, co łączyło się z wyznaczeniem do funkcji przełożonego monasteru Chrystusa Zbawiciela w Orle. Zakonnik odmówił jednak jej przyjęcia, pragnąc pozostać w Pustelni Optyńskiej. W 1874 został przełożonym podległego jej skitu św. Jana Chrzciciela. Starzec Ambroży polecił mu również objąć szczególną opieką żeński monaster w Szamordinie, którą to funkcję pełnił przez 21 lat. 
Zmarł 15 grudnia 1893 po krótkiej chorobie. 
Kanonizowany 26 lipca 1996 razem z innymi starcami optyńskimi. Jest określany jako Anatol Starszy dla odróżnienia od innego świętego mnicha Pustelni Optyńskiej noszącego to samo imię.